# Defrénois
Defrénois, la revue du notariat est une revue juridique française dédiée aux notaires. Plus généralement, Defrénois est une marque appartenant au groupe Lextenso éditions, portée par plusieurs ouvrages et revues.

## Historique
Le Répertoire général pratique du Notariat de France et d’Algérie a été créé en 1881 par Anselme Defrénois, clerc principal.
Recueil d’abord tri-mensuel, puis bimensuel, il avait vocation à mettre à jour le traité de son fondateur, le Traité pratique et Formulaire général du Notariat de France et d’Algérie rédigé avec la collaboration de M. Vavasseur (« suivant une méthode nouvelle, plaçant la formule à côté de l’explication théorique »). Il était alors composé de 4 parties principales :
1. un répertoire pratique de jurisprudence notariale, civile et fiscale, comprenant, dans un ordre logique, tous les arrêts, jugements, décisions, solutions, arrêtés, etc. ;
2. un répertoire pratique de législation, donnant le commentaire pratique des lois notariales, civiles et fiscales, dès leur promulgation ;
3. un répertoire pratique de formules d’actes, consacré aux formules inédites et à celles nécessitées par les lois nouvelles ;
4. un répertoire d’actualité, contenant l’examen pratique des lois proposées par le gouvernement ou par l’initiative des sénateurs ou députés, des articles intéressant spécialement le notariat, les sommaires des arrêts de la Cour de cassation au fur et à mesure de leur prononciation, les réponses aux questions posées par les abonnés, les insertions gratuites des abonnés pour demandes et offres de clerc, etc.

Pour Anselme Defrénois, le dessein de la revue est de combler une lacune des revues alors existantes, à savoir l'absence de dimension pratique. « Ce sont ces raisons qui nous ont conduit à créer, à côté des recueils existants, dont nous reconnaissons le mérite et l’utilité, un recueil conçu sur le plan particulier, ayant sa méthode spéciale, que nous voulons rendre intéressant à lire par sa forme, ses développements et sa concision, afin qu’il serve d’élément pour initier les praticiens à tout ce qui peut leur être utile », expliqua-t-il dans les colonnes de sa toute première parution.
En 1885, Anselme Defrénois désigna son fils Charles Defrénois secrétaire de rédaction ; il lui laissera sa place de directeur, de manière officieuse, en 1898. Appréciant particulièrement le travail de son fils, il l’avait désigné par testament, comme « digne successeur » de sa rédaction et de ses ouvrages. Charles Defrénois, avocat à la cour d’appel de Paris, est alors devenu directeur du Répertoire, dont il changea le nom en 1903. Le Répertoire général pratique du Notariat de France et d’Algérie devenait ainsi Répertoire général pratique du notariat et de l’enregistrement.
Après la Seconde guerre mondiale, Jacques Defrénois, docteur en droit, avocat aux Conseils, deviendra à son tour directeur et rédacteur en chef de la revue.
En 1965, Georges Morin est désigné  rédacteur en chef de la revue, tâche dans laquelle il a été assisté par son frère Michel. L’année d’après, il changea le nom de la publication, qui se mua en Répertoire du notariat Defrénois. Dans son désir de diversifier les activités de l’entreprise, il publie, au début des années 1970, des ouvrages de pratique notariale. Sans oublier les célèbres recueils de solutions d’examens professionnels, connus depuis sous le nom de « Recueils Morin ». Cette collection passa, année après année, d’un à quatre volumes, correspondant aux semestrialités ou unités de valeur des examens de notaire et de premier clerc.
En 1979, il crée le Supplément rapide, qui vient relayer la revue. Les semaines sans publication, la rédaction pouvait ainsi informer le notariat d’un évènement marquant la profession sans attendre les colonnes du bimensuel.
En 1992, le Defrénois rejoint le groupe des Petites Affiches. Il appartient aujourd’hui au groupe Lextenso Éditions.
Fin 2010, pour répondre au besoin d’informations réactives de la profession, le Supplément Rapide devient hebdomadaire et adopte le nom de Defrénois Flash. Ce support présente chaque semaine une analyse didactique et pratique des textes législatifs et réglementaires, de la jurisprudence et de la doctrine administrative de la semaine précédente intéressant le notariat.
En mai 2011, à l’occasion du congrès des notaires de Cannes, sort la nouvelle formule du Répertoire du notariat Defrénois, désormais rebaptisé Defrénois, la revue du notariat. Outre le changement formel - format, maquette –, cette nouvelle formule a pour objectif de renouer avec l'ADN du Defrénois : une revue pratique à destination des notaires.
En septembre 2017, à l’occasion du 113e Congrès des notaires de Lille, Le Defrénois devient hebdomadaire dans une nouvelle formule faisant la part belle à l’actualité juridique et professionnelle ainsi qu’à la pratique, tout en restant fidèle à sa réputation de revue scientifique et de réflexion. À cette occasion, le Defrénois adopte le grand format A4 et modernise sa maquette.

## Publication
Structurée autour de cinq rubriques - veille, actualités, pratique (questions-réponses, formules et études de cas), doctrine, chroniques - le Defrénois se veut une publication à la fois pratique et fiable, scientifiquement reconnue. Elle privilégie à ce titre les signatures de praticiens et universitaires renommés.
Le Defrénois est disponible en version numérique feuilletable sur tous les écrans (ordinateur – smartphone - tablette) accessible à partir du Kiosque Lextenso 
L’ensemble des articles parus depuis 1990 est accessible en ligne dans le Pack Notaire sur Lextenso.fr 
Dans la continuité des « Recueils de solutions d’examens professionnels », Defrénois édite également une gamme d’ouvrages pratiques à destination des professionnels du notariat dans la collection Expertise notariale couvrant les thématiques en lien avec la gestion de leurs dossiers ou celle de leur étude. 
Enfin, Defrénois organise des formations sur les grandes réformes impactant la pratique notariale ou sur des sujets d’actualité majeurs.

### Comité de rédaction
Présidé par les professeurs Michel Grimaldi et Christophe Vernières, le comité de rédaction du Defrénois est composé des professeurs Solange Becqué-Ickowicz, Frédéric Bicheron, Séverine Cabrillac, Gérard Champenois, Isabelle Dauriac, Sophie Gaudemet, Charles Gijsbers, Daniel Gutmann, Mathias Latina, Marc Nicod, Frédéric Roussel, Bernard Vareille et Frédéric Vauvillé, du conseiller à la Cour de cassation Jean-Jacques Barbiéri et de Me Gilles Bonnet, François Delorme, Rémy Gentilhomme, Marie-Anne Le Floch, Bernard Reynis, Jean-François Sagaut, Dominique Savouré et David Vittori.

### Comité scientifique
Le comité scientifique est composé des professeurs Laurent Aynès, Michel Grimaldi, Hervé Lécuyer, Cyril Nourissat, Hugues Périnet-Marquet et Bernard Vareille, de Mes Jacques Combret, Claude Jaquet, Christian Pisani, Gilles Rouzet, Jean-François Sagaut et Jean Tarrade, et de Mme Mariel Revillard.